# Diogenion vermifactus
Diogenion vermifactus là một loài chân đều trong họ Entoniscidae. Loài này được Codreanu, Codreanu & Pike miêu tả khoa học năm 1960.